# Bedivere
Bedivere (gallese: Bedwyr Bedrydant; francese: Bédoiercome; fl. VI secolo) è uno dei cavalieri della Tavola Rotonda delle leggende arturiane e fu lui, secondo la tradizione letteraria successiva, specialmente ne La morte di Artù di Thomas Malory e nella Allitterazione della Morte di Artù, a restituire Excalibur alla Dama del Lago dopo la battaglia di Camlann. Dopo la morte del suo signore si ritirò per il resto della vita in eremitaggio.

## Storia
Appare nel Mabinogion alla corte di Artù di cui era un alto ufficiale (marshal) ed è spesso associato con Sir Kay. Era fratello di Sir Lucan e cugino di Sir Griflet. La tradizione gallese dice che aveva un figlio, Amren, e una figlia, Eneuawc. Insieme a Sir Kay (Cai Hir) e a Gawain, è uno dei primi guerrieri ad essere associato a re Artù e compare nella Historia Regum Britanniae di Goffredo di Monmouth come uno dei suoi fedelissimi. Aiuta Artù e Kay a combattere Dinabuc, il gigante di Mont Saint Michel, e si unisce ad Artù nella sua guerra contro l'imperatore Lucio di Roma. Sarebbe morto proprio durante le campagne continentali. Nella Vita di san Cadoc è uno degli uomini mandato a inseguire Gwynllyw, re di Gwynllwg, che aveva rapito Gwladys, figlia di Brychan, re del Brycheiniog. Bedwyr è anche ricordato nel Libro nero di Carmarthen per aver combattuto nella battaglia di Tryfrwyd.
Nei romanzi di Mary Stewart, Lancillotto, che in effetti è considerata una figura puramente leggendaria, compare col nome di Bedwyr, di cui invece si suppone fondamento storico, poiché entrambi presentano ruolo stereotipico: sono infatti campione di corte e amante della regina.

## La figura storica
Dietro alla figura leggendaria e letteraria si celerebbe un personaggio storico, di cui si sa poco. Sarebbe nato attorno al 495, o forse prima ed era probabilmente un principe del Glywysing (nel Galles), quindi della casata reale di Owain Finddu. Ebbe una figlia di nome Enefog e un figlio di nome Amren. Sarebbe stato sepolto ad Alld Tryvan, forse Din-Dryfan (castello di Dunraven, nel Glamorgan). Suo padre è ricordato come Bedrawt o Pedrod, e potrebbe trattarsi del principe Pedr, figlio di re Glywys Cernyw del Glywysing.